# Associação Nacional das Farmácias

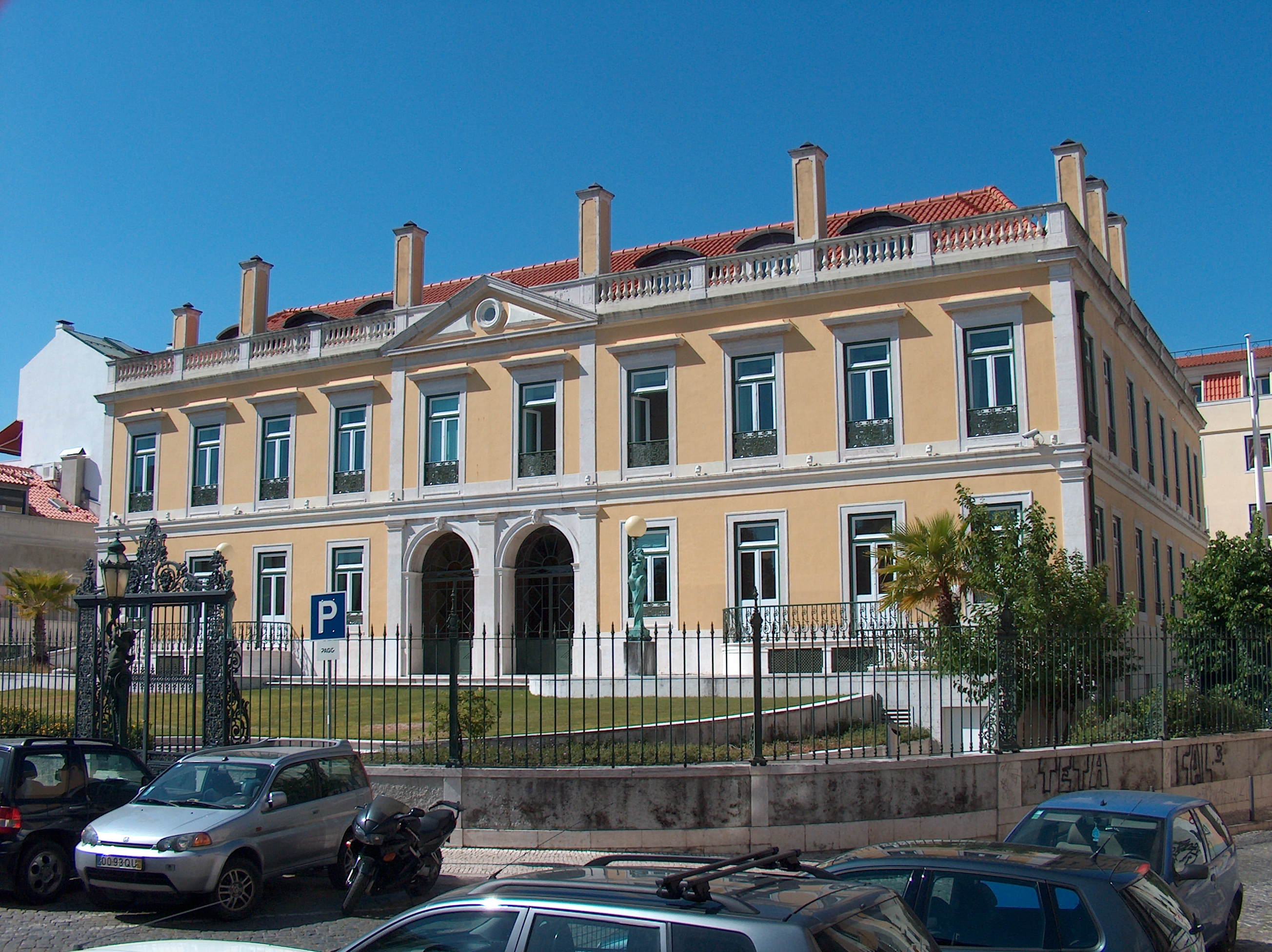
Associação Nacional das Farmácias

A Associação Nacional das Farmácias, é uma associação que representa a maioria das farmácias de Portugal. A sua sede fica em Santa Catarina (Lisboa) num palacete que foi construído em 1860, sobre as ruínas da antiga Igreja de Santa Catarina.
Esta associação foi formada em 27 de Julho de 1975, após a extinção do Grémio das Farmácias.
Actualmente esta associação incorpora as seguintes empresas:
- Farmatrading
- Farmacoope
- Farmindústria
- Infarma
- Gllintt
- Gllintt Farma
- Anfar
- José de Mello Saúde SGPS (uma parte)
- Casa do Farmacêutico
- hmR – Health Market Research